# افراق (ألبوم)
إفراق... !! هو الألبوم الغنائي الثالث للفنان خالد عبد الرحمن، 1410هـ- 1990م، حيث تم التنفيذ والتوزيع الموسيقي في القاهرة بقيادة أمير عبد المجيد. وكان إنتاج وتوزيع الألبوم في الاسواق عن طريق مؤسسة أنغام للإنتاج والتوزيع الفني. من المفارقات ان الالبوم تم تأجيله انذاك وطرح بدلاً عنه البوم بقايا جروح 1989م، وبعد ثمان أشهر تم طرح البوم افراق قبل أزمة الخليج ثم وافق طرحه طرح الالبوم الوطني قائد الأمه ولم يكن بينهم إلا أياما قلائل. بعدها باربع سنوات تم إصدار نسخة السي دي، العام 1414هـ- 1994م برقم الفسح: 300 / 1414هـ وكان الموزع الوحيد في دولة الإمارات العربية عن طريق مؤسسة صوت الجزيرة.

## التعاون مع الشعراء
- أغنية دق البخت بابي، ، من كلمات والحان مساعد العيسى، بالاضافة إلى تعاون خالد في تلحين الاغنية.
- تعاون مع الشاعر خالد المجاهد للمرة الثانية في أغنية الله أقوى ليه خانتنا الظروف.
- لي متى.. كلمات الأمير فهد بن مشعل.. والحان عاشق.
- فكري وروحي... كلمات رياض إبراهيم.والحان خالد عبد الرحمن.
- افراق.. كلمات والحان خالد عبد الرحمن.
- تقوى الهجر.. من كلمات الامل المجروح،  وهي الشاعرة أمل بنت محمد الحسين.

## طبعات البوم افراق
- شركة بو زيد فون الكويت (1989).
- انغام للانتاج الفني (السعوديه) على طبعات مختلفه.
- صوت الجزيره للانتاج الفني
- هنادي للانتاج والتوزيع الفني (قطر)
- الاوتار الذهبيه

## عنوان الالبوم (افراق)
- افراق.. افراق.. على حروة افراق
- ليلي ونهاري.. ما ينطاق
- وش بيدي.. ما دام هذا اختيارك
- فوق خدي.. دمعة تقبل اعتذارك
- خنت عهدي.. ورديت لك اعتبارك
- قسوة ضدي.. يا راميتني بنارك
- اخشى اكره.. والقلب يرفض عطا
- دمعة تشره.. كيف حبيبي إذا قسى
- طول عمره.. ما حس بقلبي وعصى
- صان قدره.. ولا مرة شكى
- ما اطلبك.. ليه تردين.. مالك غلا يا مرخصتني
- دنيا تتوه بها العناوين.. بدال ما انتي احضنتني
- لكني باقول لك.. مني أنا.. اشرهت عليك دمعة

## الشاعرة الأمل المجروح وتقوى الهجر
الشاعره امل الحسين هي الامل المجروح، وقد كتبت الكلمات وعمرها لم يتجاوز التاسعة عشرة من عمرها. استغرق تلحين الاغنية حوالي ثلاثة أشهر وهي من أشهر أعمال الالبوم:-
تقوى الهجر. وش لي بقى عندك.. تدوّر لي عذر.. لا تعتـذر..
تقوى الهجـر.. ما نجبـره.. من عافنا ما ينجبـر.. لا تعتـذر..
- زاح الصبر.. لا لا تعنّى لي وتمـرّ.. وتبغى الصبر.. ويـــن الصبر..
- جرحي عميق.. والقلب في دمّـه غريـق.. وتبغى الصبر.. ويلاه من وين الصبر.. مهما تقول لا تعتـذر..
- مهما تقــول.. من الأغاني والجمل.. ما يحتمل.. قلبي فديا جبر الألم.. يمشي معك درب الندم.. ما يحتـمــل..
- يكفي عليه.. منك احتمل كذب وغـدر.. حبك سراب.. ضيعت وقتي أتبعـه.. وسط الضبـاب..وصوتك ينادي اسمعـه.. صرت أتبعه..
- واليوم في صحراء الظما..ترمي فؤادي وتحرقـه..ترجع تقـول..أبعتـذر.. ليــــه العــذر..
- دام الهوى.. ما له على قولك عذر..والجرح يا جرحي يداويه الصبر..ليـــه العــذر؟؟
- الله كريم.. الله عليم..هو عالمٍ بالحال.. ولا يمكن يظيم..
- عزاه لك.. يا قلب يا أحلى نديم..عزّتي.. للحب لو يصبح يتيم..حبك يتيم.. وكلك ندم..
- وين الندم بين السطور.. عمر العدم ماله ظهور..ترى هذا غـــرور.. هذا غـــرور ..
- تمشي بطريق .. وين الطريق ..إللي يوديني لبعيـــــــــــد ..
- عنّك يا أول رفيق .. البعد يعفيني المزيـــــــــــــــد ..
- وين الوفى والتضحية .. وينك رفيق ..وبتجمع أوراق السنين ..
- لا تنسى تجمع جروحي .. ودمعي .. وآهـاتي معــك ..وقلبي بعد ما قتلته ..يا رفيقي .. ما عاد يقدر يمنعك..
- كل الأمر .. عادي بيديك ..
- يا خلّ يا هـاجــر!!
- ما عندك عــذر!!